# 시드니 코브

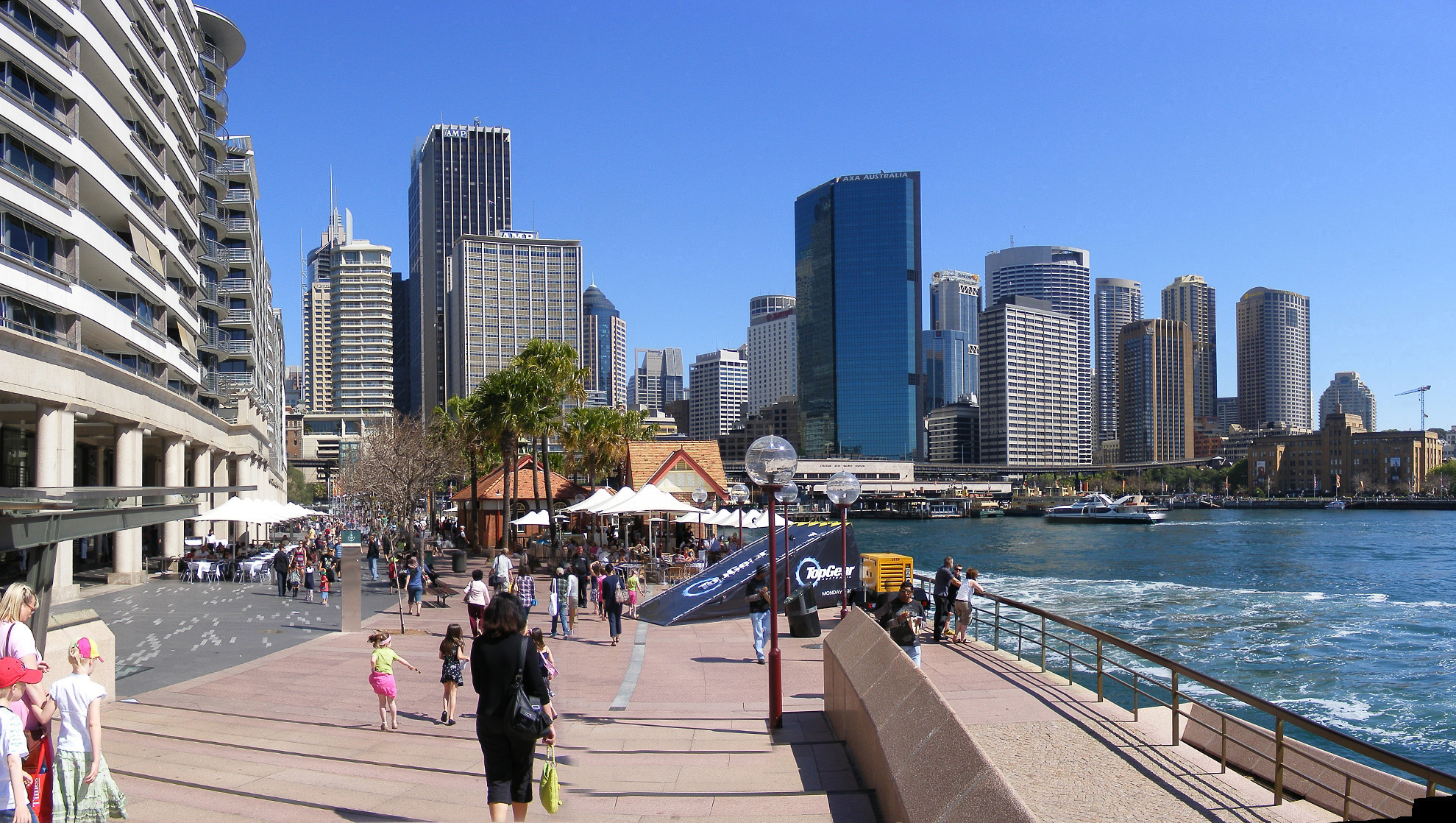
시드니 코브

시드니 코브(영어: Sydney Cove)는 오스트레일리아 시드니 서큘러 키의 만이다.